# Dryodurgades ribauti
Dryodurgades ribauti är en insektsart som beskrevs av Wagner 1963. Dryodurgades ribauti ingår i släktet Dryodurgades och familjen dvärgstritar. Inga underarter finns listade i Catalogue of Life.